# Deux idylles
Deux idylles is een compositie van Albert Roussel. Met deze twee liederen wendde Roussel zich weer tot de Franse vertaling van Charles Leconte de Lisle van oud-Griekse teksten. Al eerder schreef Roussel zijn Odes anacréontiques op basis van die teksten. Volgens ingewijden in Roussels liederen klinken de liederen ongeïnspireerd, Roussel had andere zaken aan zijn hoofd, Symfonie nr. 3 net afgerond. 
De liedjes waren voor het eerst te horen op 5 maart 1932.
De twee liederen zijn:
1. Le kèrioklèpte (honingdief), originele tekst van Theocritus; opgedragen aan Régine de Lormoy (zangeres)
2. Pan amait Ekhô, originele tekst van Moskhos; opgedragen aan Yvonne Brothier (zangeres)

Soms wordt A flower given to my daughter van Roussel onterecht als diens opus 44 aangeduid. Het is wel rond dezelfde tijd geschreven.